# Ново Крушево
Вижте пояснителната страница за други значения на Крушево.
Ново Крушево (на гръцки: Νέα Κερδύλια, Неа Кердилия) е село в Егейска Македония, Гърция, част от дем Амфиполи, област Централна Македония с 685 жители.

## География
Селото е разположено в южната част на Сярското поле, при устието на река Струма (залива Чаязи), на десния бряг на реката. Пристанището му на Струма Чаязи от 1927 година носи името Ираклица.

## История
Селището е основано от жители на планинските селца Горно и Долно Крушево. В 1891 година Георги Стрезов пише за пристанището Чаязи:
| „ | Чаязи, пристанище на Егейско море при едноименния залив. Има само складове за стока. 12 часа до Сяр. | “ |

| Име       | Име        | Ново име         | Ново име         | Описание                                        |
| --------- | ---------- | ---------------- | ---------------- | ----------------------------------------------- |
| Драсладес | Ντρασλάδες | Ксилотопос       | Ξυλότοπος        | гора в Орсовата планина на З от Ново Крушево    |
| Янца      | Γιαντσά    | Полигоникон Рема | Πολυγωνικόν Ρέμα | рекичка в Орсовата планина на З от Ново Крушево |

## Личности
Родени в Ново Крушево
- Димитриос Хупис (Δημήτριος Χούπης, р. 1965) гръцки военен, началник на Генералния щаб

Свързани с Ново Крушево
- Димитра Карапеца (Δήμητρα Καραπέτσα, р. 2000), гръцка футболистка, националка на Гърция